# Ẽ
Ẽ یک حرف الفبای لاتین است و مدک آن نشان از خیشومی بودن این واکه دارد. Ẽ پنجمین حرف از الفبای گوارانی است و در بسیاری از زبان‌های بومی برزیل و از آن میان در زبان کاینگانگ مورد استفاده است.

## منبع
Wikipedia contributors, "Ẽ," Wikipedia, The Free Encyclopedia, http://en.wikipedia.org/w/index.php?title=%E1%BA%BC&oldid=606887391 (accessed July 16, 2014). 